# Avanos (stad)

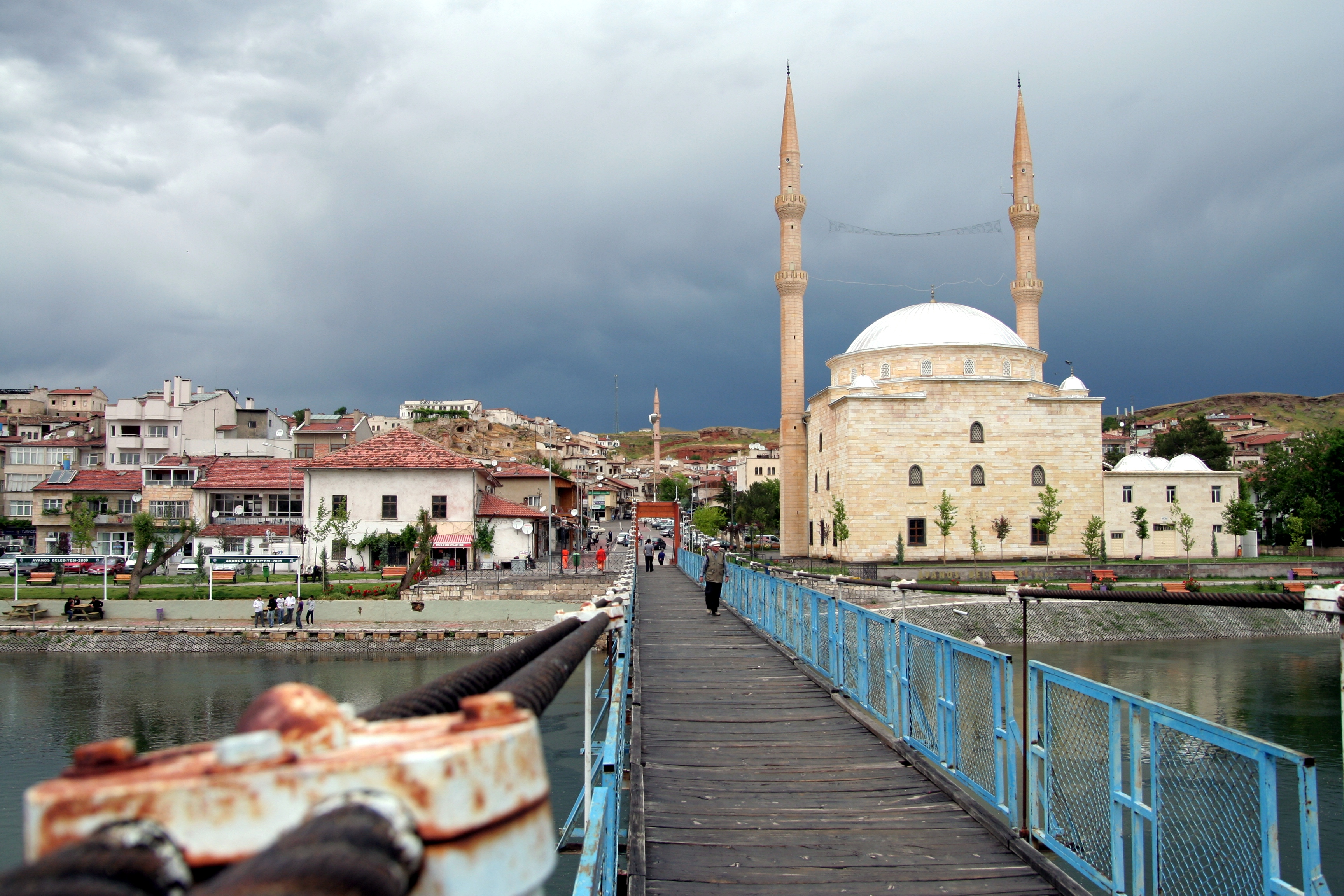
Avanos

Avanos is de hoofdstad van het district Avanos in de provincie Nevşehir. De plaats ligt aan weerszijden van de langste rivier van Turkije, de Kizilirmak. Aan de noordkant van de rivier ligt het oude gedeelte, met enkele fraaie huizen, die beïnvloed zijn door de Grieken die hier tot 1923 woonden. Aan de zuidkant van de rivier liggen de na 1950 gebouwde woonwijken. De stad is in de laatste twee eeuwen sterk gegroeid. Er waren in 2010 ca. 12.000 inwoners.

## Geboren

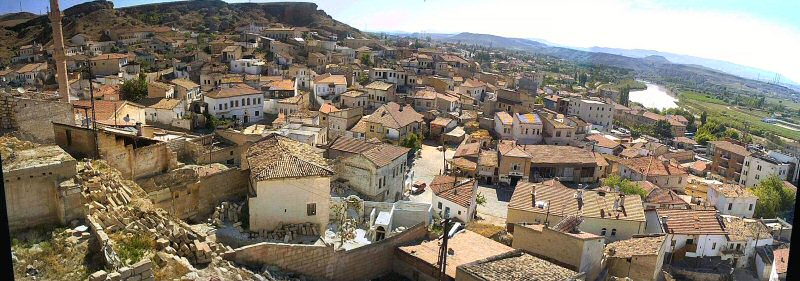
Panorama van Avanos

- Veysel Cihan (1976), voetballer